# The Apprentice (Italia) (prima edizione)
La prima edizione del talent The Apprentice è andata in onda dal 18 settembre al 23 ottobre 2012 per 10 puntate in prima serata su Cielo.
Il boss fu Flavio Briatore (coadiuvato dai giudici Patrizia Spinelli e Simone Avogadro di Vigliano) e il vincitore fu Francesco Menegazzo.

## Il programma
Aspiranti uomini d'affari devono superare una serie di prove manageriali (nelle prime due puntate i candidati si sono cimentati in prove di compravendita) per poter avere la possibilità di lavorare sotto le dipendenze di Flavio Briatore per almeno un anno con uno stipendio a sei cifre.
La prima fase del programma prevede il Bootcamp, l'ultima fase delle selezioni, dove vengono eliminati subito due candidati. I quattordici candidati rimasti (sette donne e sette uomini) vengono invece divisi in due squadre; per ogni prova viene eletto un team leader all'interno delle due squadre, che ha il compito di coordinare l'operato dei compagni. La squadra che vince la prova decisa da Briatore riceverà come premio un momento di svago, quella perdente dovrà sottoporsi ad un duro colloquio con il boss, durante il quale uno dei concorrenti verrà eliminato.
Ai provini di questa edizione del programma si sono presentati più di 5.000 candidati: tra questi ne sono stati selezionati 16.

### I concorrenti

#### Il gruppo
La formazione originale è composta da:
- Donatello Bellomo, 33 anni - Consulente di marketing
- Alberto Belloni, 37 anni - Imprenditore
- Stefano di Dio, 36 anni - Business advisor
- Davide Gaiardelli, 34 anni - Imprenditore
- Matteo Gatti, 38 anni - Consulente commerciale
- Francesco Menegazzo, 29 anni - Trader bancario
- Enrico Perone, 25 anni - Pubblicitario
- Enrico Tarantino, 25 anni - Sviluppatore di software

#### LUX
La formazione originale è composta da:
- Norma Bossi, 27 anni - Press Office Manager
- Maria Elena Caruso, 29 anni - Amministratore delegato di un'azienda di cosmesi
- Jessica Cibin, 26 anni - Manager di un'agenzia di modelle
- Silvia Fazzini, 24 anni - Studentessa di lingue
- Martina Frappi, 25 anni - Imprenditrice e fashion designer
- Chiara Gallana, 24 anni - PR
- Marcella Gamba, 39 anni - Manager di un'agenzia assicurativa
- Beatrice Orlando, 33 anni - Ricercatrice universitaria

### Primo episodio: Bootcamp e mercato del pesce
Messa in onda: 18 settembre 2012

Share: 167.000 telespettatori (0,58%)
Eliminati al bootcamp: Donatello, Norma

Sfida: I candidati vengono svegliati alle 2 di notte per raggiungere il mercato ittico. Le due squadre hanno un budget di 750€ per comprare il pesce e rivenderlo a un prezzo più alto. Vince la squadra che ottiene il maggior profitto.

Guadagno Il Gruppo: 1215€

Guadagno Lux: 1341€

Eliminato: Davide (per la sua emotività, la mancanza di sangue freddo e per gli errori commessi nel fare i conti)

### Secondo episodio: Acquisti per un hotel
Messa in onda: 18 settembre 2012

Share: 205.000 telespettatori (0,88%)
Sfida: Radunati presso l'Hotel Principe di Savoia di Milano i concorrenti devono comprare otto prodotti (gemelli da uomo, rose, accoppiata pochette guanti lunghi da donna in raso grigio, paté de foie gras, Champagne, bicchieri flûte, mazze driver da golf, statue del Duomo di Milano) per l'Hotel con un budget di 1500€; vince la squadra che riesce ad acquistare i prodotti al prezzo minore, ma la somma sarà aumentata con delle penalità di €100 per ogni oggetto ritenuto non conforme agli standard dell'albergo.

Spesa Il Gruppo: 1047€ (con penalità dovuta alla qualità dei bicchieri di champagne)

Spesa Lux: 1233€ (con penalità dovuta alla qualità dei guanti e dei gemelli)

Eliminata: Chiara (accusata dal boss di essere maleducata, supponente e arrogante)

### Terzo episodio: Creazione di giocattoli
Messa in onda: 25 settembre 2012

Share: 175.000 telespettatori (0,59%)
Sfida: I concorrenti devono creare un nuovo giocattolo per bambini per Giochi Preziosi e realizzare la relativa campagna pubblicitaria. Il giocattolo non deve superare il costo di 15€ una volta messo in vendita. Per questa prova la composizione delle due squadre viene leggermente cambiata: Maria Elena diviene team leader de Il Gruppo, mentre Enrico Perone viene messo a capo di Lux.

Prodotto Lux: Orangobot

Prodotto Il Gruppo: Star Make Up

Eliminata: Maria Elena (accusata dal boss di voler fare la prima della classe).

### Quarto episodio: Allestimento di un punto vendita in un outlet
Messa in onda: 25 settembre 2012

Share: 215.000 telespettatori (0,81%)
Sfida: I concorrenti devono allestire un punto vendita all'interno di uno dei più grandi outlet d'Europa, l'Outlet Franciacorta di Rodengo-Saiano, in provincia di Brescia. Le due squadre hanno a disposizione diecimila euro in conto vendita presso i negozi del centro commerciale per acquistare la merce e rivenderla con l'obiettivo di incassare più degli avversari. I candidati non potranno contrattare. Anche in questa prova le due squadre sono leggermente cambiate, con uno scambio tra esse di due persone.

Guadagno Il Gruppo: 1055€

Guadagno Lux: 1117€

Ritirata: Marcella (ritiratasi prima dell'inizio della prova per motivi familiari)

Eliminati: Beatrice (ha imposto i propri gusti nella scelta della merce e non è stata una buona team leader); Stefano (è stato poco operativo durante la prova e durante il corso del programma è finito tre volte fra i tre peggiori).

### Quinto episodio: Campagna pubblicitaria per un rasoio
Messa in onda: 2 ottobre 2012

Share: 265.000 telespettatori (0,90%)
Sfida: I due gruppi sono incaricati di realizzare una campagna pubblicitaria per il nuovo rasoio a cinque lame prodotto dalla Panasonic; oltre ad uno spot televisivo i concorrenti devono anche creare una campagna sul web. I due spot vengono poi presentati all'amministratore delegato di Panasonic, che decreta la squadra vincitrice. La composizione viene alterata dal boss, che trasferisce Enrico Tarantino ne Il Gruppo e Alberto nella squadra Lux.

Eliminata: Jessica (si è esposta poco durante la sfida, lasciando prevalere i compagni di squadra).

### Sesto episodio: Allestimento di un vernissage
Messa in onda: 2 ottobre 2012

Share: 314.000 telespettatori (1,30%)
Sfida: I concorrenti devono allestire un vernissage di arte contemporanea alla Reggia di Caserta, scegliendo un artista fra i cinque proposti e selezionando alcune delle sue opere; vince la squadra che riesce a realizzare la vendita maggiore. Per questa sfida la composizione viene leggermente variata: per decisione della team leader di Lux Silvia, Alberto passa nella squadra de Il Gruppo.

Guadagno Il Gruppo: 5700€

Guadagno Lux: 8700€

Eliminata: Martina (essendo team leader aveva più responsabilità degli altri e non è riuscita a chiudere neanche una vendita).

### Settimo episodio: Produzione e vendita di una miscela di caffè
Messa in onda: 9 ottobre 2012

Share: 230.000 telespettatori (0,78%)
Sfida: Le due squadre, al lavoro all'azienda di caffè Mokarabia, devono creare una miscela, ideandone anche la confezione, per poi venderla al dettaglio all'interno di un supermercato di Bologna e all'ingrosso presso un buyer. Vince la squadra che riesce ad ottenere complessivamente il guadagno maggiore.

Guadagno Il Gruppo: 26.119,26€

Guadagno Lux: 105.355€

Eliminato: Enrico Tarantino (come team leader si è messo troppo in secondo piano rispetto ad Alberto, che ha portato la squadra alla sconfitta).
In questa puntata compare, come parte del premio per il team Lux, il cuoco e giudice di MasterChef Bruno Barbieri che coi vincenti prepara un pranzo.

### Ottavo episodio: Abilità di televenditori
Messa in onda: 9 ottobre 2012

Share: 321.000 telespettatori (1,32%)
Sfida: I concorrenti devono selezionare una serie di prodotti da vendere per il canale di shopping QVC, soffermandosi su due tipologie di settore; uno dei componenti delle singole squadre deve pubblicizzare i prodotti in diretta insieme alle conduttrici della rete, mentre il resto della squadra lo dirige dalla regia. Vince la squadra che riesce a realizzare la maggiore percentuale di vendita. Per questa sfida la composizione viene variata: Alberto passa a Lux e Matteo ne Il Gruppo.

Percentuale Il Gruppo: 59%

Percentuale Lux: 41%

Eliminato: Enrico Perone (come team leader non ha dato abbastanza spazio ai membri della sua squadra preferendo andare personalmente in diretta nonostante i consigli degli esperti).

### Nono episodio: Affrontare un colloquio di lavoro
Messa in onda: 16 ottobre 2012

Share: 334.000 telespettatori (1,45%)

Sfida: I concorrenti devono affrontare un colloquio di lavoro con cinque esaminatori di rilievo: Gianluigi Cimmino (amministratore delegato Pianoforte Holding, detentrice dei brand Carpisa e Yamamay); Daniela Gelmi (vicepresidente in Italia di Mercury Urval) e Massimo Rosa (presidente e fondatore di Profili & Carriere); Ugo Parodi Giusino (imprenditore fondatore di Mosaicoon); Arturo Artom (membro del comitato di presidenza di Assolombarda e senior advisor di Accenture).

Eliminati: Alberto (definito fumoso e senza passione); Silvia (priva di esperienza lavorativa e senza un'idea chiara di che cosa fare).

### Decimo episodio: Organizzare un evento importante
Messa in onda: 23 ottobre 2012

Share: 442.000 telespettatori (1,72%)

Sfida: I due concorrenti rimasti devono affrontare l'ultima prova: organizzare un grande evento in un locale della Versilia: Matteo sceglie il Twiga, Francesco il Sunset. Ognuno avrà a disposizione una squadra formata da alcuni degli ex concorrenti della gara. Obiettivo: soddisfare il cliente principale dell'evento, il Boss, Flavio Briatore.

Vincitore: Francesco.

## Ascolti
| Episodio | Prima TV Italia   | Telespettatori | Share |
| -------- | ----------------- | -------------- | ----- |
| 1        | 18 settembre 2012 | 167.000        | 0,58% |
| 2        | 18 settembre 2012 | 205.000        | 0,88% |
| 3        | 25 settembre 2012 | 175.000        | 0,59% |
| 4        | 25 settembre 2012 | 215.000        | 0,81% |
| 5        | 2 ottobre 2012    | 265.000        | 0,90% |
| 6        | 2 ottobre 2012    | 314.000        | 1,30% |
| 7        | 9 ottobre 2012    | 230.000        | 0,78% |
| 8        | 9 ottobre 2012    | 321.000        | 1,32% |
| 9        | 16 ottobre 2012   | 334.000        | 1,45% |
| 10       | 23 ottobre 2012   | 442.000        | 1,72% |

## Tabella delle eliminazioni
| Francesco   | SALVO | SALVO | SALVO | SALVO  | SALVO | SALVO | SALVO | SALVO | SALVO | VINCITORE |
| Matteo      | SALVO | SALVO | SALVO | SALVO  | SALVO | SALVO | SALVO | SALVO | SALVO | FUORI     |
| Silvia      | SALVA | SALVA | SALVA | SALVA  | SALVA | SALVA | SALVA | SALVA | FUORI |           |
| Alberto     | SALVO | SALVO | SALVO | SALVO  | SALVO | SALVO | SALVO | SALVO | FUORI |           |
| Enrico P.   | SALVO | SALVO | SALVO | SALVO  | SALVO | SALVO | SALVO | FUORI |       |           |
| Enrico T.   | SALVO | SALVO | SALVO | SALVO  | SALVO | SALVO | FUORI |       |       |           |
| Martina     | SALVA | SALVA | SALVA | SALVA  | SALVA | FUORI |       |       |       |           |
| Jessica     | SALVA | SALVA | SALVA | SALVA  | FUORI |       |       |       |       |           |
| Stefano     | SALVO | SALVO | SALVO | FUORI  |       |       |       |       |       |           |
| Beatrice    | SALVA | SALVA | SALVA | FUORI  |       |       |       |       |       |           |
| Marcella    | SALVA | SALVA | SALVA | RITIRO |       |       |       |       |       |           |
| Maria Elena | SALVA | SALVA | FUORI |        |       |       |       |       |       |           |
| Chiara      | SALVA | FUORI |       |        |       |       |       |       |       |           |
| Davide      | FUORI |       |       |        |       |       |       |       |       |           |

     Il concorrente era nella squadra vincente
     Il concorrente era nella squadra perdente
     Il concorrente ha vinto come team leader della sua squadra
     Il concorrente ha perso come team leader della sua squadra
     Il concorrente è arrivato fra gli ultimi tre
     Il concorrente è stato licenziato
     Il concorrente ha perso come team leader ed è stato licenziato
     Il concorrente si è ritirato dalla competizione